# Baird规则
Baird规则是有機化學的经验規則。它是指當闭合环状三重态平面型的共轭多烯（輪烯）π电子数为4n时，具有芳香性。